# Vladimír Zvara
Vladimír Zvara (22. dubna 1924 Kociha – 26. července 2012 Bratislava) byl slovenský a československý lékař, vysokoškolský učitel, vědec a odborník na urologii, politik Komunistické strany Slovenska, poslanec Slovenské národní rady a Sněmovny národů Federálního shromáždění za normalizace. V 60. letech pověřenec zdravotnictví, později ministr zdravotnictví vlády Slovenské socialistické republiky.

## Život
Maturoval roku 1944 na gymnáziu v Tisovci, v letech 1945-1950 studoval na Lékařské fakultě Univerzity Komenského v Bratislavě. Jeden rok pak působil na Urologické klinice LF UK v Bratislavě a pak se věnoval vědecké kariéře. Jako téma dizertační práce si zvolil spojení močovodu a střeva. Práci obhájil roku 1955. Po ukončení aspirantury byl krátce zaměstnán na nefrologickém oddělení Institutu klinické a experimentální medicíny v Praze a na Urologické klinice v Brně. Zaměřoval se na dětskou urologii. Působil dlouhodobě na LF Univerzity Komenského, od roku 1970 jako profesor (v letech 1962-1964 byl děkanem této fakulty, od roku 1962 až do roku 1991 vedoucím katedry urologie). Od roku 1981 byl členem-korespondentem ČSAV a SAV. Publikoval v odborném tisku, přispěl k výchově mnoha lékařských specialistů.
Angažoval se i politicky. V letech 1964-1971 se uvádí jako účastník zasedání Ústředního výboru Komunistické strany Slovenska. Ve volbách roku 1964 se stal poslancem Slovenské národní rady.
V letech 1964-1968 byl pověřencem zdravotnictví. V lednu 1968 zasedl do státoprávní komise SNR, která měla prověřit reformu postavení Slovenska v ČSSR.
Po provedení federalizace Československa usedl v lednu 1969 do Sněmovny národů Federálního shromáždění. Do federálního parlamentu ho nominovala Slovenská národní rada. Ve FS setrval do konce volebního období, tedy do voleb roku 1971. Měl také vládní pozici. Ve vládě Štefana Sádovského a Petera Colotky působil v letech 1969-1971 jako ministr zdravotnictví SSR.